# Saturn LVIII
Saturn LVIII (oznaczenie tymczasowe S/2004 S 26) – mały i najbardziej oddalony spośród poznanych księżyców Saturna, odkryty przez Scotta S. Shepparda, Davida Jewitta i Jana Kleynę na podstawie 21 obserwacji przeprowadzonych za pomocą Teleskopu Subaru w latach 2004–2007. Jego odkrycie zostało ogłoszone 7 października 2019 roku w biuletynie elektronicznym Minor Planet Electronic Circular.
Stałe oznaczenie nadano mu w sierpniu 2021 roku.
Należy do grupy nordyckiej księżyców nieregularnych Saturna, poruszających się ruchem wstecznym.